# باورهای بختیاری‌ها
باورها در بین بختیاری‌ها مانند دیگر اقوام با زندگی مردم عجین شده و تمام کارها و برخوردهای روزمره‌شان، بر اساس همین باورها صورت می‌گیرد. باورها (خرافی یا غیرخرافی) جزئی از فرهنگ هر  قوم و منشا حرکت و نشان دهندهٔ نحوهٔ زندگی افراد هستند.

## خاستگاه باورها
خاستگاه بسیاری از باورها معلوم نیست. برخی نشات گرفته از اعتقادات مذهبی هستند که با توجه به بی‌اطلاعی افراد تغییر جهت داده‌اند و برخی را با توجه به شباهت‌هایشان به عقاید مذهبی گذشته مرتبط می‌دانند.

## بختیاری‌ها و باورهایشان
عطامحمد رادمنش دربارهٔ بختیاری‌ها و باورهایشان می‌نویسد:
 هرچند باورهای فرهنگی آنان[بختیاری‌ها] در گذر زمان دستخوش تأثیرپذیری‌های جغرافیایی، تاریخی، اجتماعی، اقتصادی و حتی سیاسی شده، اما این عوامل هیچکدام نتوانسته بنیاد کهن آن را سست کند و پیوند آن را با آیندگان بگسلاند؛ گویش‌ها، پوشش‌ها و آیین‌های آنان تا حد زیادی اصیل مانده‌است و بسیاری از واژگان کهن هنوز در بین آنان رواج دارد
.

## حفظ باورها
باورها از نسلی به نسل بعدی منتقل می‌گردند و در این انتقال تحت تأثیر محیط قرارگرفته، تغییر کرده و حتی ممکن است فراموش شوند. ورود تکنولوژی به زندگی مردم، سبب فراموشی باورها است و بسیاری از آن‌ها اکنون فقط در یادها مانده‌اند. بسیاری از این باورها اکنون کمرنگ شده و برخی نیز به علت تغییرات اجتماعی، مهاجرت به شهرها، ارتباط با مردم دیگر شهرها و مناطق، سست شدن روابط اجتماعی بین افراد فراموش شده‌اند.

## برخی باورها
- اگر مرغی مثل خروس صدا می‌کرد بدشگون[۱] دانسته و بلافاصله سرش را می‌بریدند.
- خوابِ زن چپ است یعنی وارونه تعبیر می‌شود.
- برای طلب باران مراسمی برگزار می‌کردند که به آن هَل هَل هَلونَکی می‌گفتند.
- همیشه روی بلندی‌ها می‌روند و روبه امامزاده‌ها سلام می‌دهند.
- به متولیان امامزاده‌ها که به آن‌ها سادات می‌گفتند احترام می‌گذاشتند.
- هنگام ورود به مجلس، با تک تک افراد احوالپرسی می‌کنند.
- سلام و احوالپرسی طولانی داشتند.
- بزرگان قوم و ریش سفیدان به بانوان سلام نمی‌کنند و آن‌ها را با جمله [حالِ ت چِطورهِ]  <حال شما چطوره؟> - مَشیِی "مشهدی"/ بی کَلِی "بی بی کربلایی"/ بی سِی "بی بی سید"- و ازین قبیل القاب زنانه مخاطب قرار می‌دهند و زنان نیز با گفتن کَنیزتُم <تعارف مرسوم لری در بین زنان لر جهت پاسخگویی به ابراز لطف دیگران> به آن پاسخ می‌دهند که گاهاً از روی احترام مبادرت به بوسیدن دست فرد پرسشگر نیز می‌کنند. این احترام متقابل که نشانه احترام بزرگان قوم به زنهاست و همچنین حفظ جایگاه بزرگان و مردها و احترام به آن‌ها توسط بانوان اصیل لر می‌باشد، از دیرباز در این قوم وجود داشته‌است.
- به ارتباطات فامیلی اهمیت زیادی می‌دادند.
- حرام کردنِ شیر مادر[۲] از باورهای لر است.
- درخت کُنار (سِدر) درختی بهشتی بوده، بریدن آن گناه است و برای فردی که آن را می‌بُرَد شگون ندارد.
- به بیماری صرع پیرونی گفته و برای معالجه اش روش خاصی داشتند.
- سرنوشت (تیگ نوشت) را قبول داشتند.[۳]
- به افراد  بی عرضه و نالایق اَو به چاله رِز گویند یعنی کسی که ارزش پدرش را از بین برده است.[۴]
- به اجنه (فرشتگان بد) هم اعتقاد داشته و باور داشتند که جن از بسم الله فرار می‌کند. هرگاه وارد فضای تاریکی می‌شدند یا می‌خواستند آب جوش را درون ظرفی بریزند، بسم الله می‌گفتند.
- پس از غروب آفتاب چیزهای سفیدرنگ مانند ماست، نمک و ... را از خانه بیرون نمی‌بردند مگر آن را پوشانده باشند.
- همیشه سهمی از محصول خود را به سادات و تُشمالها می‌دادند و حتی بخشی را نیز سهم پرندگان می‌دانستند وهنگام شخم زدن، زمانی که مشت مشت بذر را روی زمین می‌پاشیدند می‌گفتند: این مُس / مُست (مُشت) سهم سید، این مُس/ مُست سهم تشمال، این مُس/ مُست برای باهِندِه/باندِه (بالِندِه یعنی پرنده).

- رفت‌ و آمد با افراد را مهم دانسته و اگر مدت کوتاهی هم با کسی ارتباط داشته باشند برای آن ارزش زیادی قایلند.
- اصل و ریشهٔ انتقال صفات را، پدر می‌دانند.
- شیر را مظهر شجاعت دانسته و مجسمه اش را بر گور مردان یزرگ نصب کرده یا شکل آن را بر سنگ مزارش حک می‌کنند.
- برخی افراد کمر بسته یا نظر کردهٔ یکی از امامزاده‌ها بوده و آسیبی به آن‌ها نمی‌رسد.
- عروس را سه بار دور چاله (اجاق خانه) چرخانده و سپس او را به خانهٔ شوهر می‌بردند.
- اگر زن مسنی در برابر بزرگی دستمال از سر درآورده و او را سوگند داده تا گناهکاری را ببخشد، او نیز می‌پذیرفت.
- وقتی فردی در هنگام غذا خوردن زبانش را گاز بگیرد، کسی دارد پشت سرش حرف می‌زند.
- خون بس از باورهای لرها است.
- خوشقدم یا بدقدم بودن را باور داشتند.
- در شب ناخنهایشان را کوتاه نمی‌کردند.
- برخی درختان قدیمی را مقدس دانسته و برای برآورده شدن نیازهایشان به آن پارچه گره می‌زدند (دخیل بستن).
- در گذشته که وسایلی مانند کبریت نبود، روشن کردن و روشن نگهداشتن آتش اجاق، کار مهمی بوده که برعهدهٔ پدر و بعدها پسر خانواده است. به همین دلیل * اگر مردی فرزند پسر نداشت اصطلاحاً به او اجاق‌کور (وُجاق کور) می‌گفتند.
- هیچ‌گاه روی آتش آب نمی‌ریزند یا به عبارتی آتش را خاموش نمی‌کنند.[۵]
- به عطسه، سَور گفته و آن را بدیمن می‌دانستند. سَور در بختیاری به معنی صبر است و اگر کسی عطسه می‌کرد، در انجام کار صبر و تامل می‌کردند.
- برزگران پس از اتمام درو به چند خوشهٔ گندم که نچیده مانده آب می‌پاشند، با ذکر صلوات دور سر خود چرخانده و سپس برای رفع درد و بلا، برکت خواهی از زمین و شکر نعمتهای الهی آن‌ها را روی زمین می‌پاشند.
- برای درختان به ویژه آن‌هایی  که نزدیک امامزاده‌ها هستند احترام خاصی قایل هستند مانند درخت روبروی هفت شهیدان یا درخت بی بی بتول (پیربتولی) واقع در دهی از طایفهٔ کَهیَش.[۶]
- آرایش را برای دختران زشت می‌دانستند و تنها ملاک تشخیص زنان و دختران، صورت آرایش نکردهٔ دختران بود.
- هر فرد ستاره‌ای در آسمان دارد.
- اگر شهاب سنگی از آسمان فرود آید، می‌گویند کسی مرده است.
- به دعاهای مختلف اعتقاد دارند، دعاهایی در جیب مردان ویا حک شده بر بازوبند زنان و همه برای سلامتی و جلوگیری از مرگ و میر است.
- دست، پا، چشم و موی گرگ (مِلِ گرگ) آن‌ها را از خطر بیماری و چشم زخم دور نگه می‌دارد.
- اگر گرگی شکار می‌شد همه تلاش می‌کردند که دست و پا و چشم گرگ را به دست آورند زیرا که آن‌ها را از خطر هر بیماری و چشم زخم  دور خواهد کرد.
- در ماه‌های محرم و صفر و روزهای وفات ائمه، مراسم شادی و عروسی نداشتند.[۷]
- شش روز اول اسفند را که اغلب با بارندگی، باد و بوران همراه است شَشِه دالو می‌نامند (شَش یعنی شِش).
- به رنگ سبز توجه خاصی دارند. وجود تعداد زیادی امامزاده با نام سبزپوش و روی مچ بستن نوارهای پارچه‌ای  سبزرنگی که هنگام زیارت اماکن متبرکه سوغات می‌آورند، گواه این امر است.
- فال و فال گرفتن را باور دارند و دیدن افرادی که در گوشه‌ای نشسته و با نخود فال می‌گیرند منظره‌ای معمول است.
- اگر کسی پایش را روی نان بگذارد کور می‌شود.
- دختران از زمین ارثیهٔ پدری سهمی نداشتند.
- هر کس کف دستش بخارد پول گیرش می‌آید.
- اگر فامیل قاتل به شکلی در مراسم مقتول شرکت کنند، ممکن است بخشیده شوند.
- دونوع مار و شیر وجود دارند: مسلمان و کافر.
- شب نباید زیر درخت خوابید.
- درختی که سبز است و شاخ و برگ دارد نباید بریده شود.

### سوگند و قسم
- به آتش، خورشید، ستارگان و نور سوگند می‌خورند.
- قسم به قرآن و امامزاده‌های محلی برایشان بسیار مهم بود.
- به غذا و نان و نمک بسیار اعتقاد داشته و بدان قسم می‌خورند.

### عدد هفت
- از هر نوع نذری باید حتماً به هفت خانواده می‌دادند.
- در توزیع گوشت نذری عقیده داشتند که باید به هفت خانواده از گوشت نذری داده شود.
- برای هر کس باید هفت گوسفند قربانی کرده و سپس یک بز و خروس را نیز سربریده و بین دیگران توزیع کرد.[۸]

### دفن مرده و سوگواری
- حتماً باید زیر بغل‌های میت تکه جوبی شبیه به حرف Y  انگلیسی از درخت کنار (سدر) قرار دهند.
- برای نشان دادن شدت تاثر خود در فوت بزرگ خانواده، خاکستر اجاق[۹] را روی سر می‌ریختند.
- بعد از دفن میت تا سه شب چراغ روشنی را بر روی قبرش قرار می‌دهند.
- در برخی از طوایف ضمن بیرون بردن میت از خانه، پشت سرجنازه تکه نانهایی را روی زمین می‌ریختند.
- بجز بدن گوسفند عقیقه، بقیهٔ آن از جمله پوست، جگر و...، را درون گودال نسبتاً عمیقی می‌ریختند و حتی پس ماندهٔ غدا و ضایعات باقی‌ماندهٔ آن را درون همان گودال ریخته و رویش را کاملاً باخاک می‌پوشاندند.
- کوتاه کردن مو برای زنان و دختران عیب بود ولی هرگاه فردی فوت می‌کرد زن، دختر یا خواهر او مویشان را می‌بریدند و یک معنی از اصطلاح پَل بریده[۱۰] به همین موضوع اشاره دارد.
- وقتی کسی فوت می‌کرد دختران شوهرکرده اش تا هفت روز در خانهٔ پدر می‌ماندند و پس از مراسم هفتم، جمعی از زنان فامیل جمع شده و آن‌ها را به خانهٔ شوهرانشان می‌بردند.
- از بعداظهر جمعه تا روز شنبه و از بعدازظهر سه شنبه تا روز چهارشنبه از دفن مرده، برگزاری مراسم عزاداری، خواندن فاتحه یا رفتن به خانهٔ صاحب عزا امتناع می‌کردند.
- اگر چندنفر با فاصلهٔ زمانی کوتاه از فامیلی فوت می‌کرد، یکی از فامیل خروسی را سربریده و به‌طور کامل نزدیک قبرستان خاک می‌کرد.

### سعد و نحس بودن روزها
- روزهای اول و دوم ماه برای کوچ یا برداشت محصول روزهای خوبی نیستند چون آفتاب ستاره را شکسته است.
- روز سوم و چهارم  ماه اگر پشت به قبله حرکت کنیم، برای کوچ کردن بسیار خوب است.
- روز هفتم و هشتم ماه چون ستاره به درون دره رفته و غروب می‌کند برای هر نوع کاری روز آزادی است.
- روز نهم چون ستاره در خاک است و زیر پای ما قرار دارد می‌شود کوچ کرد ولی نباید چیزی به زمین کوبیده شود.
- برخی افراد روزهای فرد هفته و ماه  را نحس می‌دانند و بنابراین در چنین روزهایی کارهایی مثل مسافرت، ازدواج یا نظایر آن را انجام نمی‌دهند.

## در مورد زنان آبستن
- زن آبستن به هر که نگاه کند بچه اش شبیه همان شخص می‌شود.
- بالای سر زائو چیزهای آهنی مانند تفنگ، سیخ و ...، می‌گذارند.
- اگر زن آبستن به مرده نگاه کند، چشم بچه اش شور می‌شود.
- زنی که بچه اش نمی‌ماند لباسش را باید گدایی کند یا هر تکه از لباسش را باید کسی بدوزد.
- زنی که بچه اش نمی‌شود به امامزاده دخیل می‌بندد.
- موقع ماه و خورشید گرفتگی زن آبستن نباید دست روی شکم بکشد زیرا که جایش می‌ماند.

### برای تشخیص جنسیت بچه
- نیت می‌کنند و مار کشته‌ای را از بالای سر به عقب پرت می‌کنند. اگر با شکم به زمین افتاد، نوزاد پسر است و اگر به پشت افتاد دختر است.
- پنهانی نمک یا آرد روی سر زن باردارمی ریزند اگر ناخودآگاه به سرش دست کشید بچه اش دختر است و اگر دست به صورت کشید بچه اش پسر است.
- مادراگر شمشیر یا تفنگ درخواب ببیند، بچه اش پسر و اگر مهره و گردنبند ببیند بچه اش دختر است.
- اگر زنی در نیمهٔ دوم ماه پسر به دنیا آورد، فرزند بعدی او دختر است و اگر نیمهٔ اول ماه پسر به دنیا آورد فرزند بعدی او پسر است.
- چِفدِر چینی:[۱۱] زن باردار اگر علاقه‌مند به ترشی باشد فرزندش دختر است.
- زن آبستن اگراز روی دست راست بلند شود فرزندش پسر و اگر از روی دست چپ برخیزد فرزندش دختراست.

### پس از زایمان
- اگر فرزند اول پسر باشد، عروس را محترم می‌شمارند.
- چهار یا پنج نخ رنگارنگ با طول مساوی را انتخاب و سوره‌های (ناس – فلق – کافرون – توحید) را بر آن‌ها خوانده و گره می‌زنند و تا روز چهلم باید به بازوی مادر و فرزند باشد. به این نخ‌ها چِلبُری یا چِلِه بُری می‌گویند.
- زائو پس از یک هفته حمام می‌کند که به آن آب هفته می‌گویند.

۴- زائو تا چهل روز حق رفتن به منزل زائوی دیگر یا تازه عروسی را ندارد چون چله اش به آن‌ها برمی گردد.
- زائو پس از چهل روز با آداب خاصی حمام می‌کند که به آن آب چله می‌گویند.
- موجودی افسانه‌ای به نام آل وجود دارد  که برای زائو خطر دارد.
- برای رفع چشم زخم اسفند دود می‌کنند و بالای سر مادر و فرزند می‌گردانند.
- مِلِ گرگ،[۱۲] دست، پا و چشم گرگ را به گهوارهٔ طفل می‌بندند تا از چشم زخم در امان باشد.
- پیازی را به سیخ می‌زنند با مقداری نمک و زغال بالای سر زائو می‌گذارند. برای دوری شیاطین و اجنه خوب است.
- خانوادهٔ زائو تا سه روز نباید سر بشویند چون برای مادر و بچه خوب نیست.
- اگر نوزادی در خواب بخندد می‌گویند شیطان او را گول می‌زند.

## در مورد کودکان
- اگر بچه‌ای آتش بازی کند، دچار شب ادراری می‌شود.
- اگر چشم زخمی به کودک رسید باید کمی از نخ لباس اطرافیان را پنهانی با اسفند بسوزانند.
- برای رفع چشم زخم کودک:

- روی شانه چپ کودک نمک می‌ریزند.
- به آستین لباسش مهره و زاج سفید می‌دوزند.
- زاج سفید را آتش می‌زنند تا ذوب شود و شبیه چشمی‌شود که او را چشم زده است.
- به موهای بچه مهره‌ای می‌بندند.
- گهوارهٔ خالی بچه را تکان نمی‌دهند، زیرا که معتقدند شگون (شِکیم) ندارد.
- برای بچه دندان رو[۱۳] درست می‌کنند تا دندان‌هایش راحت در بیایند. همراه گندم هفت نوع از حبوبات از هرکدام چهل دانه می‌پزند و بین همسایه‌ها پخش می‌کنند. به آن دُنگو هم می‌گویند.
- اگر بچه‌ای از بالا دندان درآورد او را از بالای بام یا صخره‌ای در چادر مادرش می‌اندازند تا بدشگونی رفع شود.
- اگر بچه‌ای پشتش سیاه است معتقدند مادرش زمان آبستنی چیزی می خواسته (ویار داشته) و نخورده است.
- برای درمان سیاه سرفه (کُفِه سیاه) سنگی  که وسطش سوراخ باشد[۱۴] را  پیدا می‌کنند و سه دفعه کودک را از داخل سوراخ سنگ عبور می‌دهند. یکی از این سنگ‌ها در نزدیکی روستای صفرآباد در شرق مسجدسلیمان وجود داشت.[۱۵]

## مهره‌ها
- مهرهٔ مار: دارندهٔ مهرهٔ مار هرجا برود احترام می‌بیند.
- مهرهٔ دلربا: کسی که این مهره را داشته باشد، از دور دل می‌برد.
- خرمهره: خرمهره در برابر چشم زخم و دفع کسی یا چیزی مؤثر است.
- مهرهٔ شب تو: زیرزبانی است. اگر بچه‌ای تب کند زیر زبانش می‌گذارند تا تبش قطع شود (تو بر وزن نو یعنی تب).
- مهرهٔ تی: برای چشم زخم خوب است.[۱۶]
- مهرهٔ جادو: مهره را به پیشانی بیمار می‌سایند.